# Сусанино (Крым)
Суса́нино (укр. Сусаніне; до 1948 года Бию́к-Буза́в, крымскотат. Büyük Buzav, Буюк Бузав) — село в Первомайском районе Республики Крым, центр Сусанинского сельского поселения (согласно административно-территориальному делению Украины — Сусанинского сельского совета Автономной Республики Крым).

## Население
| 2001 | 2014 |
| ---- | ---- |
| 965  | ↘800 |

Всеукраинская перепись 2001 года показала следующее распределение по носителям языка
| Язык             | Процент |
| ---------------- | ------- |
| русский          | 64.04   |
| крымскотатарский | 19.59   |
| украинский       | 13.16   |
| другие           | 1.03    |

### Динамика численности
| - 1806 год — 72 чел. - 1864 год — 60 чел. - 1892 год — 76 чел. - 1900 год — 180 чел. - 1915 год — 194/85 чел. - 1918 год — 40 чел. - 1926 год — 246 чел. | - 1939 год — 455 чел. - 1974 год — 882 чел. - 1989 год — 1034 чел. - 2001 год — 840 чел. - 2009 год — 1938 чел. - 2014 год — 800 чел. |

## Современное состояние
На 2016 год в Сусанино числится 7 улиц; на 2009 год, по данным сельсовета, село занимало площадь 115,1 гектара, на которой в 329 дворах проживало 840 человек. В селе действуют средняя общеобразовательная школа, детский сад «Ромашка», Дом культуры, сельская библиотека-филиал № 22, отделение почты, фельдшерско-акушерский пункт, православный храм святителя Митрофана Воронежского. Сусанино связано автобусным сообщением с райцентром, городами Крыма и соседними населёнными пунктами.

## География
Сусанино — село на юго-западе района, в степном Крыму, в неглубокой балке — продолжении долины реки Самарчик, высота центра села над уровнем моря — 71 м. Ближайшие населённые пункты — Кормовое в 6,3 км на запад и Панфиловка в 2 км на восток. Расстояние до райцентра около 40 километров (по шоссе), ближайшая железнодорожная станция — Урожайная на линии Солёное Озеро — Севастополь — примерно 55 километров. Транспортное сообщение осуществляется по региональной автодороге 35К-008 Северное — Войково (по украинской классификации — Т-0102).

## История
Первое документальное упоминание села встречается в Камеральном Описании Крыма… 1784 года, судя по которому, в последний период Крымского ханства Бьюк-Безак входил в Караул кадылык Перекопского каймаканства. После присоединения Крыма к России (8) 19 апреля 1783 года, (8) 19 февраля 1784 года, именным указом Екатерины II сенату, на территории бывшего Крымского ханства была образована Таврическая область и деревня была приписана к Евпаторийскому уезду. После павловских реформ, с 1796 по 1802 год входила в Акмечетский уезд Новороссийской губернии. По новому административному делению, после создания 8 (20) октября 1802 года Таврической губернии, Биюк-Бузав был включён в состав Урчукской волости Евпаторийского уезда.
По Ведомости о волостях и селениях, в Евпаторийском уезде с показанием числа дворов и душ… от 19 апреля 1806 года в деревне Буюк-бузав числилось 8 дворов и 72 жителя, исключительно крымских татар. На военно-топографической карте генерал-майора Мухина 1817 года обозначены 2 деревни Бузав с 18 дворами в обеих (то есть, вместе с Кучук-Бузав). После реформы волостного деления 1829 года Биюк-Бузав, согласно «Ведомости о казённых волостях Таврической губернии 1829 года» остался в составе Урчукской волости. На карте 1836 года в деревне 24 двора, как и на карте 1842 года.
В 1860-х годах, после земской реформы Александра II, деревню приписали к Абузларской волости.Согласно «Памятной книжке Таврической губернии за 1867 год», деревня была покинута жителями в 1860—1864 годах, в результате
эмиграции крымских татар, особенно массовой после Крымской войны 1853—1856 годов, в Турцию и вновь заселена татарами.
В «Списке населённых мест Таврической губернии по сведениям 1864 года», составленном по результатам VIII ревизии 1864 года, Биюк-Бузав — владельческая татарская деревня, с 5 дворами, 60 жителями и мечетью при колодцах. По обследованиям профессора А. Н. Козловского 1867 года, вода в колодцах деревни была пресная, а их глубина достигала 21—26 саженей (44—54 м). На трехверстовой карте Шуберта 1865—1876 года в деревне Биюк-Бузав обозначено 5 дворов. Видимо, деревня вскоре вновь опустела и, согласно энциклопедическому словарю «Немцы России», в 1888 году была заселена немецкими колонистами меннонитами, но в «Памятной книге Таврической губернии 1889 года» она ещё не значится. Согласно «…Памятной книжке Таврической губернии на 1892 год», в деревне Биюк-Бузав, входившей в Биюк-Кабанский участок, числилось уже 76 жителей в 8 домохозяйствах.
Земская реформа 1890-х годов в Евпаторийском уезде прошла после 1892 года, в результате Бузав-Актачи, Биюк-Бузав и Кучук-Бузав приписали к Коджанбакской волости.
По «…Памятной книжке Таврической губернии на 1900 год» в этих деревнях, составлявших Бузавское сельское общество, числилось вместе 180 жителей в 32 дворах. На 1914 год в селении действовало немецкое меннонитское земское училище. На 1914 год в селении действовала меннонитская земская школа. По Статистическому справочнику Таврической губернии. Ч.II-я. Статистический очерк, выпуск пятый Евпаторийский уезд, 1915 год, в селе Биюк-Бузав Коджамбакской волости Евпаторийского уезда числилось 13 дворов с немецким населением в количестве 194 человека приписных жителей и 85 — «посторонних» (на 1918 год записано всего 40 жителей).
После установления в Крыму Советской власти, по постановлению Крымревкома от 8 января 1921 года № 206 «Об изменении административных границ» была упразднена волостная система и село вошло в состав Евпаторийского района Евпаторийского уезда, а в 1922 году уезды получили название округов. 11 октября 1923 года, согласно постановлению ВЦИК, в административное деление Крымской АССР были внесены изменения, в результате которых округа были отменены и произошло укрупнение районов — территорию округа включили в Евпаторийский район. Согласно Списку населённых пунктов Крымской АССР по Всесоюзной переписи 17 декабря 1926 года, в селе Биюк-Бузав, центре упразднённого к 1940 году Биюк-Бузавского сельсовета Евпаторийского района, числилось 72 двора, из них 63 крестьянских, население составляло 246 человек, из них 198 немцев, 36 русских, 5 украинцев, 45 греков, 1 татарин, 1 еврей, действовала немецкая школа. Постановлением ВЦИК РСФСР от 30 октября 1930 года был создан Фрайдорфский еврейский национальный район (переименованный указом Президиума Верховного Совета РСФСР № 621/6 от 14 декабря 1944 года в Новосёловский) (по другим данным 15 сентября 1931 года) и Биюк-Бузав включили в его состав. Вскоре после начала Великой Отечественной войны, 18 августа 1941 года крымские немцы были выселены, сначала в Ставропольский край, а затем в Сибирь и северный Казахстан.
В годы Великой Отечественной войны, в сентябре — октябре 1941 года, во время обороны Крыма, у села был создан аэродром, на котором базировались истребители «Фрайдорфской» авиационной группы ВВС Черноморского флота. При обороне Крыма в октябре 1941 года и во время освобождения Крыма в апреле 1944 года в боях в окрестностях села погибли советские воины. Павших похоронили в братской могиле на сельском кладбище, на которой в 1952 году установили металлический памятник — срезанную четырёхгранную пирамиду, увенчанную звездой. В 1983 году памятник заменён на современный, выполненный по индивидуальному проекту (автор неизвестен): обелиск и стела в виде стилизованного флага с барельефом преклонившего колено, с автоматом и каской в руках, воина. Постановлением Совета министров Республики Крым № 627 от 20 декабря 2016 года памятник отнесён к категории объектов культурно-исторического наследия России регионального значения.
С 25 июня 1946 года Биюк-Бузав в составе Крымской области РСФСР. Указом Президиума Верховного Совета РСФСР от 18 мая 1948 года, Биюк-Бузав переименовали в Сусанино. 25 июля 1953 года Новоселовский район был упразднен и село включили в состав Первомайского. 26 апреля 1954 года Крымская область была передана из состава РСФСР в состав УССР. Время учреждения сельсовета пока не установлено: на 15 июня 1960 года он уже существовал. Указом Президиума Верховного Совета УССР «Об укрупнении сельских районов Крымской области», от 30 декабря 1962 года село присоединили к Евпаторийскому району. 11 февраля 1963 года Евпаторийский район был упразднён и село включили в состав Сакского. 1 января 1965 года, указом Президиума ВС УССР «О внесении изменений в административное районирование УССР — по Крымской области», передали в состав Раздольненского района. 8 декабря 1966 года был восстановлен Первомайский район и село вернули в его состав. С 12 февраля 1991 года село в восстановленной Крымской АССР, 26 февраля 1992 года переименованной в Автономную Республику Крым. С 21 марта 2014 года в составе Крыма аннексировано Россией.